# Emanuela Carradore
Emanuela Carradore (Verona, 17 febbraio 1988) è una calciatrice italiana, centrocampista del Vicenza.

## Palmarès
- Campionato italiano di Serie A2: 1

Valpo Pedemonte: 2012-2013
- Campionato italiano di Serie B: 1

Valpolicella: 2016-2017